# Crinum buphanoides
Crinum buphanoides es una planta herbácea perteneciente a la familia de las amarilidáceas. Es originaria de Sudáfrica.

## Descripción
Es una planta bulbosa con bulbos de 14 a 16 cm de diámetro. Las hojas con textura firme, disminuyendo gradualmente hasta el ápice, ciliadas en los bordes con diminutas escalas lanceoladas. Pedúnculo moderadamente fuerte, con una larga inflorescencia con 30-40 flores dispuestas en forma de umbela.

## Distribución y hábitat
Se encuentra en Angola y Sudáfrica en la arena de los bosques.

## Taxonomía
Crinum buphanoides fue descrita por Welw. ex Baker y publicado en Journal of Botany, British and Foreign 16: 195, en el año 1878.
Etimología
Crinum: nombre genérico que deriva del griego: krinon = "un lirio".
buphanoides: epíteto
Sinonimia
- Crinum amboense Baker
- Crinum belkianum Schinz
- Crinum leucophyllum Baker[5]